# 波兰密码局
密码局（波蘭語：Biuro Szyfrów）是战间期波兰总参谋部第二部下属负责破译信号情报和密码使用与密码分析的部门。波兰密码局于1932年12月开始破译德国的恩尼格码密码。在接下来的七年中，尽管德国密码日趋复杂，密码局仍维持了对恩尼格码的破译能力。与此同时，波兰密码局还破译了一些苏联情报。第二次世界大战爆发前五周，波兰密码局在华沙向英国和法国军事情报机构代表透露了恩尼格码的破译技术和设备，当时英法在破译德国密码方面尚未取得任何进展。波兰提供的情报破译技术为后来盟军在二战中取得胜利立下了汗马功劳。